# Spezial-Tourenwagen-Trophy
Die Spezial-Tourenwagen-Trophy, oder kurz STT, wurde 1986 von Udo Lohmann ins Leben gerufen. Dadurch wurde für die vielen Gruppe-2- und Gruppe-5-Fahrzeuge aus der Deutschen Rennsport-Meisterschaft ein neues Betätigungsfeld geschaffen. Seit 1996 fungiert Rolf Krepschik als Organisator der Serie. In verschiedenen Hubraumklassen treten  Tourenwagen und Gran Turismos ab Baujahr 1968 gegeneinander an. Der Großteil der Rennen findet in Deutschland statt, doch gibt es jedes Jahr einige Starts im benachbarten Ausland.

## Geschichte

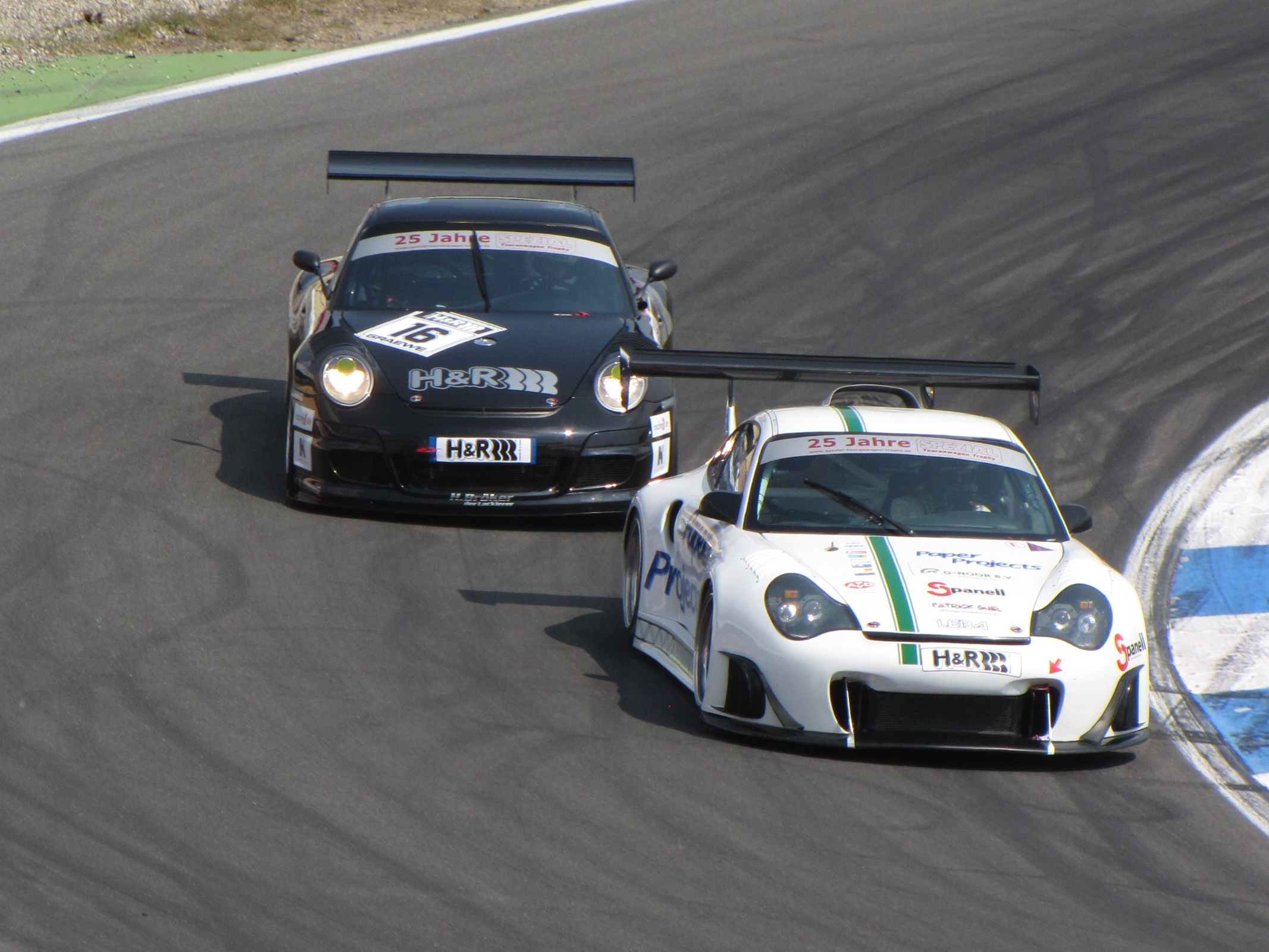
Jürgen Alzen und René Snel im Zweikampf auf dem Hockenheimring 2010

Im ersten Jahr waren nur die drei Klassen für Fahrzeuge bis 1300 cm³, bis 2000 cm³ und über 2000 cm³ ausgeschrieben. 1987 wurde eine weitere Klasse für Fahrzeuge bis 1600 cm³ eingeführt. Die Fahrzeuge mussten dem Reglement der Gruppe H entsprechen. Highlights in dieser Zeit waren Starts im Rahmen des 24-Stunden-Rennens auf dem Nürburgring oder im Rahmen der Deutschen Tourenwagen-Meisterschaft. Die Starterfelder waren in zwei Divisionen eingeteilt, die am Rennwochenende jeweils ein Rennen bestritten. Die Ausnahme bildete der Lauf auf der Nordschleife, wo 1988 insgesamt 120 Fahrzeuge antraten. Durften bisher ausschließlich Gruppe-H-Fahrzeuge in der STT starten, so waren ab 1993 auch erstmals DTM-Fahrzeuge in der STT zugelassen.

## STT heute

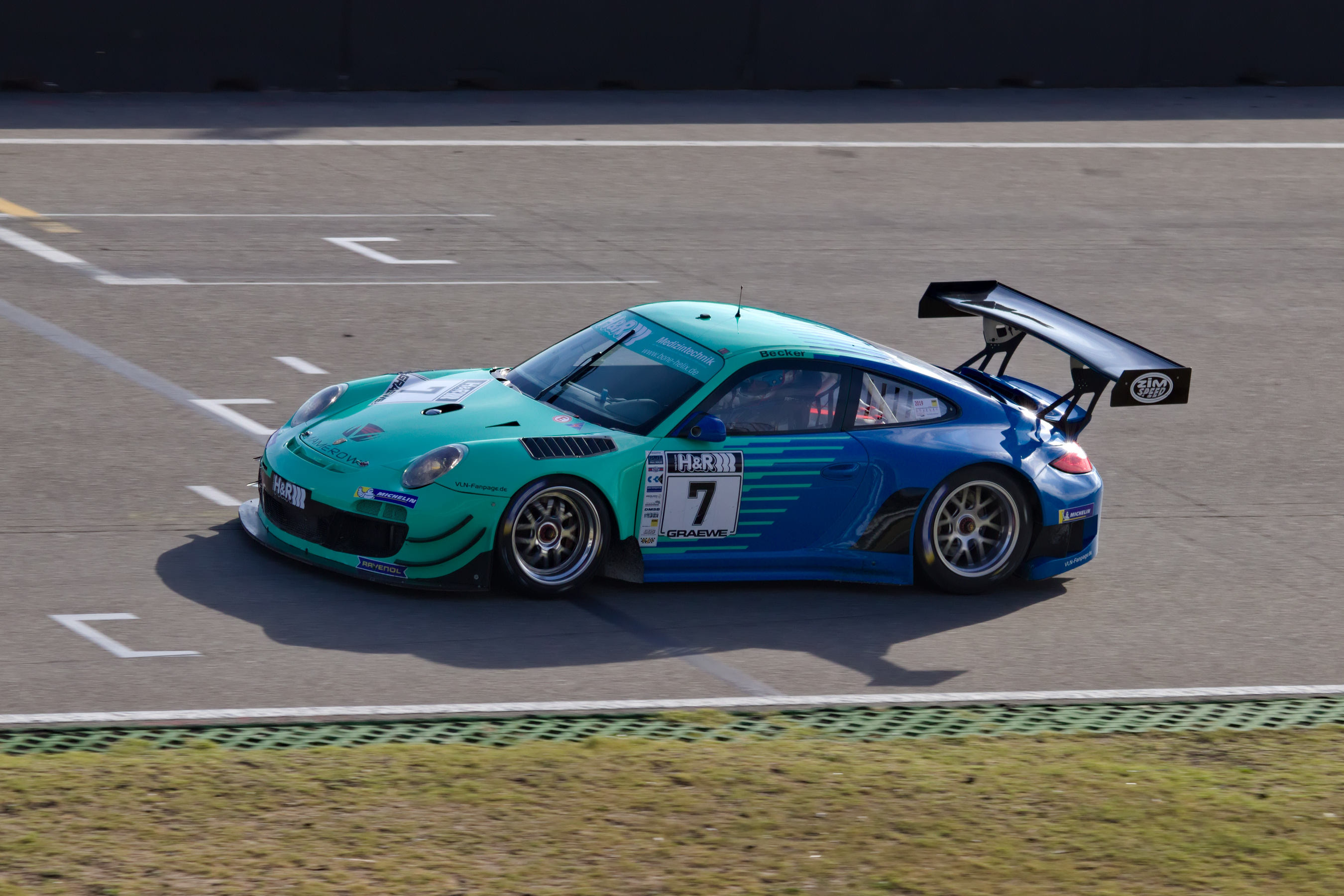
Ulrich Becker auf dem Hockenheimring 2019

Die Fahrzeuge werden in 10 Klassen für Tourenwagen und GT-Fahrzeuge wie folgt unterteilt:
- Klasse 1: STT Fahrzeuge über 5500 cm³
- Klasse 2: STT Fahrzeuge über 3800 bis 5500 cm³
- Klasse 2T: STT Fahrzeuge mit Turboaufladung - Faktor × 1,7 über 2000 bis 3200 cm³
- Klasse 3: STT Fahrzeuge über 3400 bis 3800 cm³
- Klasse 4: STT Fahrzeuge über 3200 bis 3400 cm³
- Klasse 4T: STT Fahrzeuge mit Turboaufladung über 1600 bis 2000 cm³
- Klasse 5: STT Fahrzeuge über 2500 bis 3200 cm³
- Klasse 5T: STT Fahrzeuge mit Turboaufladung bis 1600 cm³
- Klasse 6: STT Fahrzeuge bis 2500 cm³ in 3 Gewichtsgruppen- über 2L (975 kg) bis 2 L (900) und bis 1,8L (820 kg)
- Klasse 7: Porsche luftgekühlt bis 3800 cm³ und Porsche Transaxle 4 Zylinder Turbo sowie Porsche 996 bis 3600 cm³, ausgenommen R-Typen und Turbo.
- STT Spezial Klasse 8: Sonderfahrzeuge über 3400 cm³
- STT Spezial Klasse 9: Sonderfahrzeuge bis 3400 cm³

Pro Veranstaltung sind ein freies Training von ca. 20 Minuten und zwei Qualifikations-Trainings (Zeittraining) von jeweils mindestens 20 Minuten vorgesehen. Die Wertungsläufe gehen über eine Distanz von 25 bis 40 Minuten und beginnen mit rollendem Start.
Die Klassen sind seit 2014 in zwei Divisionen (DIV. I Klassen 1-3, 8 u.9 - DIV II Klassen 4-7)     aufgeteilt und starten bei entsprechender Teilnehmerzahl auch in zwei Startgruppen. Während in der Division I die großen Boliden fahren, starten in der Division II die Fahrzeuge bis 3400 cm³ sowie die luftgekühlten und Transaxle-Porsche. Geehrt werden beide Divisionen auf dem Gesamtsiegerpodest. Außerdem werden die jeweils drei besten Piloten am Saisonende mit Pokalen belohnt.
Als Highlight seit 2016 finden einige der Läufe der STT im Rahmen der ADAC GT Masters statt, 2017 auch beim Truck-Grand-Prix.

## Strecken
(Quelle: )
- Nürburgring
- Motorsport Arena Oschersleben
- Lausitzring
- Circuit Zolder
- Sachsenring
- Hockenheimring
- Norisring
- TT Circuit Assen
- Red Bull Ring
- Circuit Zandvoort
- Circuit de Spa-Francorchamps
- Automotodrom Brno
- Automotodróm Slovakia Ring
- Autodrom Most
- Salzburgring
- Automotodrom Grobnik
- Ring Djursland
- Circuit Goodyear in Colmar-Berg

## Meisterschaftssieger
| Saison  | Sieger | Fahrzeug                                                                                 |
| ------- | --- | ---------------------------------------------------------------------------------------- |
| 1986    | Peter Fritsch (dp Motorsport) Claus Dupré (Kamei Crew) Heinz Edgar Roth (Roth Motorsport)                                                                       | Porsche dp 935 Audi Coupé Simca Rallye                                                   |
| 1987    | Hans Holnburger (PRMC München) Rolf Rummel (Avon Racing Deutschland) Hans Fink (Alfa Romeo Hähn) Hans Günther Lakaff (AMC Wemmetsweiler)                        | BMW M1 Turbo BMW 320 Alfa Romeo GTA Simca Rallye                                         |
| 1988    | Jürgen Feucht (Autotechnik Supervettes) Rolf Rummel ([[]]) Horst Hahne ([[]]) Heinz Edgar Roth (Roth Motorsport)                                                | Chevrolet Corvette BMW 320 VW Golf Simca Rallye                                          |
| 1989    | Jürgen Feucht (Autotechnik Supervettes) Rolf Rummel ([[]]) Rolf Krepschik ([[]]) Manfred Grübel ([[]])                                                          | Chevrolet Corvette BMW 320 VW Golf Opel Kadett                                           |
| 1990    | Willy König (Koenig Specials) Rolf Rummel ([[]]) Jürgen Hohenester (Team Hohenester Sport) Heinz Edgar Roth (Roth Motorsport)                                   | Porsche 935 K3 BMW 320 VW Golf Simca Rallye                                              |
| 1991    | Richard Hamann (Hamann Motorsport) Theo Frick (Frick Motorsport) Rolf Krepschik ([[]]) Dieter Mappes ([[]])                                                     | BMW M1 BMW 320 VW Golf VW Polo                                                           |
| 1992    | Richard Hamann (Hamann Motorsport) Rolf Rummel ([[]]) Jürgen Hohenester (Team Hohenester Sport) Bernd Mappes ([[]])                                             | BMW M1 BMW 320 VW Golf VW Polo                                                           |
| 1993    | Richard Hamann (Hamann Motorsport) Klaus-Peter Preuß (Scuderia Avus) Jürgen Hohenester (Team Hohenester Sport) Bernd Mappes ([[]])                              | BMW M1 BMW 2002 VW Golf VW Polo                                                          |
| 1994    | Gerd Dobersch ([[]]) Rüdiger Julius ([[]]) Rolf Krepschik ([[]]) Michael Chorus ([[]])                                                                          | Opel Omega BMW 320 VW Golf Ford Fiesta                                                   |
| 1995    | Heinz Remmen ([[]]) Rolf Rummel ([[]]) Rolf Krepschik ([[]]) Jörg Sander ([[]])                                                                                 | Porsche 911 GT BMW 320 VW Golf VW Polo                                                   |
| 1996    | Gerd Dobersch ([[]]) Wolfgang Ganteführ ([[]]) Rolf Krepschik ([[]]) Michael Chorus ([[]])                                                                      | Opel Omega Opel Manta VW Golf Ford Fiesta                                                |
| 1997    | Pertti Kuismanen (Kuismanen Competition) Henrik Larsen ([[]]) Klaus-Peter Preuß (Scuderia Avus) Ervin Hajdu ([[]]) Michael Chorus ([[]]) Harry Asselborn ([[]]) | Audi Mercedes 190E Evo BMW M3 Alfa Romeo Giulia Ford Fiesta Porsche 911                  |
| 1998    | Pertti Kuismanen (Kuismanen Competition) Henrik Larsen ([[]]) Joachim Bunkus (Sprint Racing Team) Ervin Hajdu ([[]]) Oliver Koring ([[]]) Wolfgang Klotz ([[]]) | Audi Mercedes 190E Evo Triumph Dolomite Sprint Alfa Romeo Giulia VW Polo Maserati Ghibli |
| 1999    | "Miguel Monte" ([[]]) Henrik Larsen ([[]]) Ervin Hajdu ([[]]) Michael Chorus ([[]]) Dieter Dehn ([[]])                                                          | Porsche 911 GT2 Mercedes 190E Evo Alfa Romeo Giulia Ford Fiesta                          |
| 2000    | "Miguel Monte" ([[]]) Kurt Thiim ([[]]) Michael Eckert ([[]]) Helmut Maier ([[]])                                                                               | Porsche 911 GT2 Mercedes 190E Evo BMW 320 VW Golf                                        |
| 2001    | Sven Fisch ([[]]) | Opel Kadett C-Coupé                                                                      |
| 2002    | Michael Eckert ([[]]) | BMW 320i                                                                                 |
| 2003    | Michael Irmgartz (Irmgartz Motorsport) | Porsche 964 RSR                                                                          |
| 2004    | Michael Irmgartz (Irmgartz Motorsport) | Porsche 964 RSR                                                                          |
| 2005    | Joachim Bunkus (Sprint Racing Team) | Triumph Dolomite Sprint                                                                  |
| 2006    | Michael Irmgartz (Irmgartz Motorsport) | Porsche 964 RSR                                                                          |
| 2007    | Jürgen Hohenester (Team Hohenester Sport) | Audi TT                                                                                  |
| 2008    | Jürgen Hohenester (Team Hohenester Sport) | Audi TT                                                                                  |
| 2009    | Christopher Gerhard ([[]]) | Porsche 997 GT3 Cup                                                                      |
| 2010    | Michael Bäder (mb Autotechnik) | BMW Z4 V8                                                                                |
| 2011    | Joachim Bunkus (Sprint Racing Team) | Triumph Dolomite Sprint                                                                  |
| 2012    | Pertti Kuismanen (Kuismanen Competition) | Chrysler Viper GTS-R                                                                     |
| 2013    | Ulrich Becker ([[]]) | Porsche 997 GT3 RSR                                                                      |
| 2014    | Christian Franck (Christian Franck Autosport) | Porsche 997 GT3 Cup                                                                      |
| 2015    | Christian Franck (Christian Franck Autosport) | Porsche 997 GT3 Cup                                                                      |
| 2016    | Jürgen Bender ([[]]) | Corvette Z06.R GT3                                                                       |
| 2017    | Oscar Tunjo ([[]]) | Mercedes AMG GT3                                                                         |
| 2018    | Ralf Glatzel (Glatzel Racing) | Ford Fiesta ST                                                                           |
| 2019    | Victoria Froß (IMC Motorsport) | Opel Astra OPC                                                                           |
| 2020    | Uwe Alzen (Alzen Motorsport) Ralf Glatzel (Glatzel Racing) | Audi R8 GT3 Evo Ford Fiesta ST                                                           |
| 2021    | Uwe Alzen (Alzen Motorsport) | Audi R8 GT3 Evo                                                                          |
| 2022    | Uwe Alzen (Alzen Motorsport) | Audi R8 GT3 Evo                                                                          |
| 2023    | Uwe Lauer / Francesco Lopez (Die Biermacher Racing) | Ferrari 488 GT3                                                                          |
| 2024    | Tudor Tudurachi | BMW M4 GT4 G82                                                                           |
| 2025    | |                                                                                          |
| Quelle: | |                                                                                          |